# Swedish Air Force Historic Flight

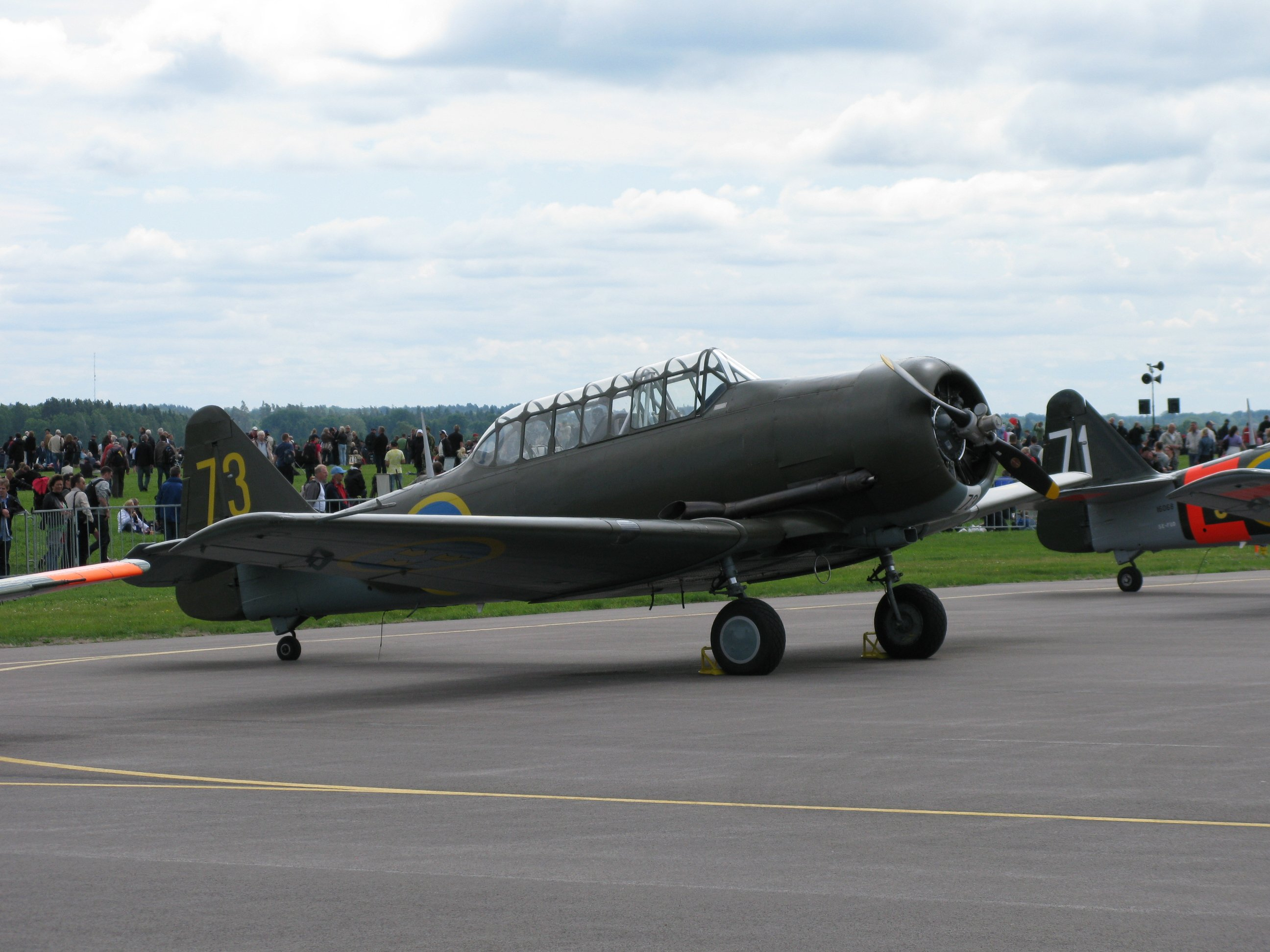
Sk 16 Noorduyn Harvard, civ reg SE-FVU

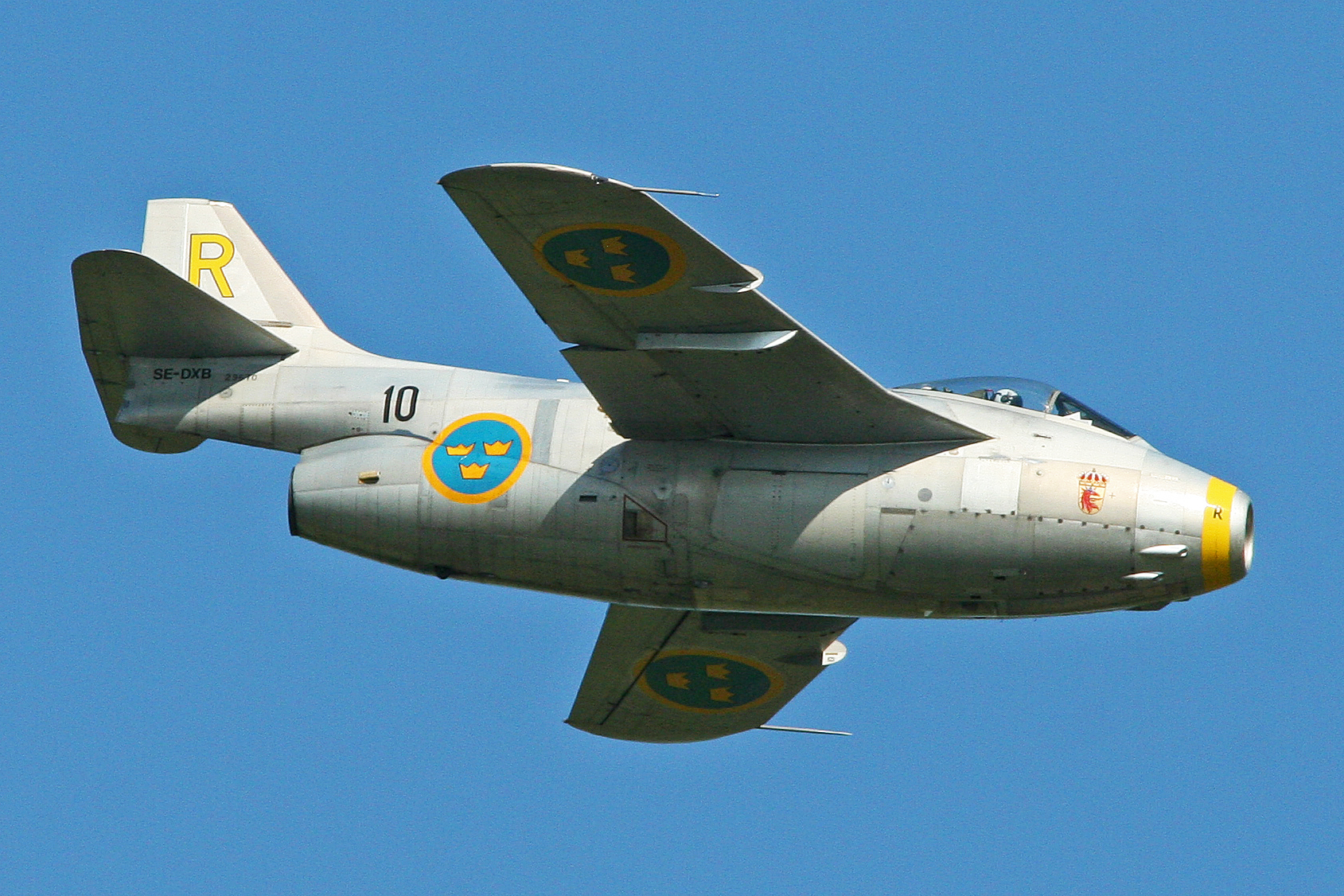
Saab J29F Tunnan, civ reg SE-DXB

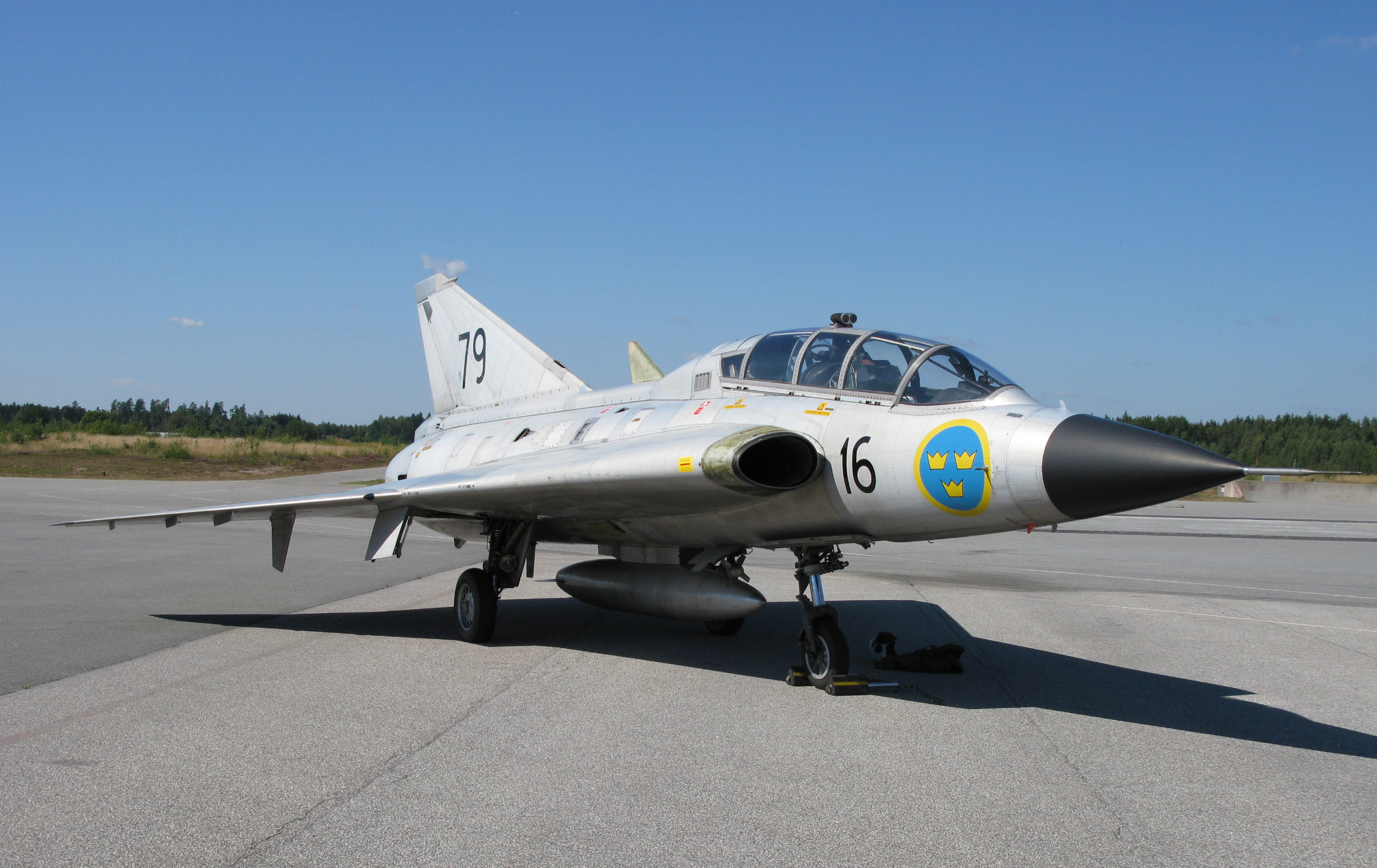
Saab Sk35C Draken, civ reg SE-DXP

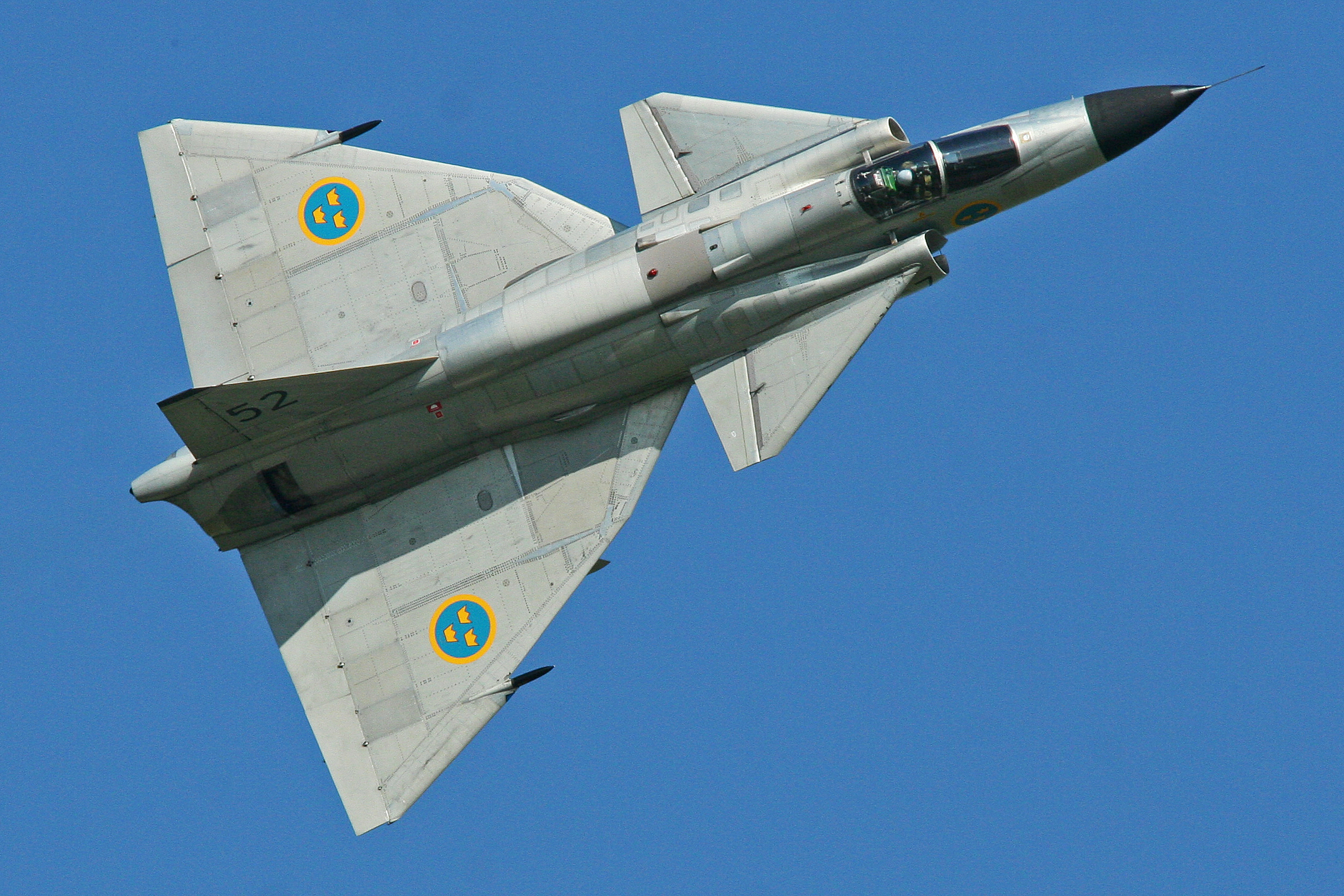
Saab AJS37 Viggen, civ reg SE-DXN

Swedish Air Force Historic Flight (förkortat SwAFHF) är en ideell förening som underhåller och flyger äldre flygplanstyper från Svenska flygvapnet. SwAFHF har varit verksamma sedan 1997 och håller till på Skaraborgs flygflottilj. Verksamheten är auktoriserad av Transportstyrelsen och flygplanen är överförda till civilt luftfartygsregister.

## Flygplansflotta
Följande luftvärdiga flygplanstyper och individer ingår i SwAFHF:s flotta:
- Sk 16 Noorduyn Harvard - SE-FUB, SE-FVU
- B 17A Saab 17 - SE-BYH
- J 29 Saab 29 Tunnan - SE-DXB
- J 32 Saab 32 Lansen - SE-RMD, SE-RME, SE-RMF
- J 34 Hawker Hunter - SE-DXM
- Sk 35C Saab 35 Draken - SE-DXP
- J 35J Saab 35 Draken - SE-DXR
- AJS 37 Saab 37 Viggen - SE-DXN
- Sk 37 Saab 37 Viggen - SE-DXO
- Sk 50 Saab 91 Safir - SE-FVV, SE-EDD
- Sk 60 Saab 105 - SE-DXG
- Sk 61 Scottish Aviation Bulldog - SE-FVX
- Cessna 550 - SE-RMI

Fler individer finns i deras ägo men är ännu ej luftvärdiga och på svenskt civilt register, bl.a. en A 32A.